# Zandpad
Het Zandpad is een weg langs de oostelijke rivieroever van de (Utrechtse) Vecht. De weg begint bij de Loevenhoutsedijk in de Nederlandse stad Utrecht. Voorbij de Marnixlaan ondergaat hij verschillende naamsveranderingen, maar verderop krijgt hij de oorspronkelijke naam weer terug om uiteindelijk te Muiden in de provincie Noord-Holland bij het IJmeer te eindigen.
Het Zandpad en verderop ook de Vechtdijk lopen parallel aan de Vecht. Het pad was eeuwenlang onverhard en werd voornamelijk gebruikt om de trekschuiten die mensen en goederen van Utrecht naar Muiden vervoerden voort te trekken. Zo'n pad werd ook wel een trekweg of jaagpad genoemd. De straat te Utrecht in het verlengde van het Zandpad herinnert hier nog aan met de straatnaam Jagerskade. De vaartuigen werden zowel door mensen als door paarden voortgetrokken. Een hulpmiddel bij het leiden van het jaagtouw was de op de oever staande rolpaal. Rond het jaar 2000 zijn diverse replica's ervan teruggeplaatst.
Tot 1916 werd het beheer van het Zandpad gezamenlijk uitgevoerd door de stad (later gemeente) Amsterdam en de Staten van Utrecht. Voor de vergaderingen werd in Nieuwersluis in 1704 een voormalig kerkje omgebouwd tot gemeenlandshuis.
Aan het Zandpad was van 1945 (kort na de Tweede Wereldoorlog) tot juli 2013 een rosse buurt gevestigd.
Aan het pad ligt ook de Joodse begraafplaats. Aan het gedeelte buiten de stad zijn het een groot aantal landhuizen met theekoepels die het aanzien van de omgeving bepalen. Voorbeelden van kastelen of buitenplaatsen langs het Zandpad zijn Gansenhoef, Goudestein, Gunterstein, Cromwijck en Vecht en Dijk.

## Afbeeldingen

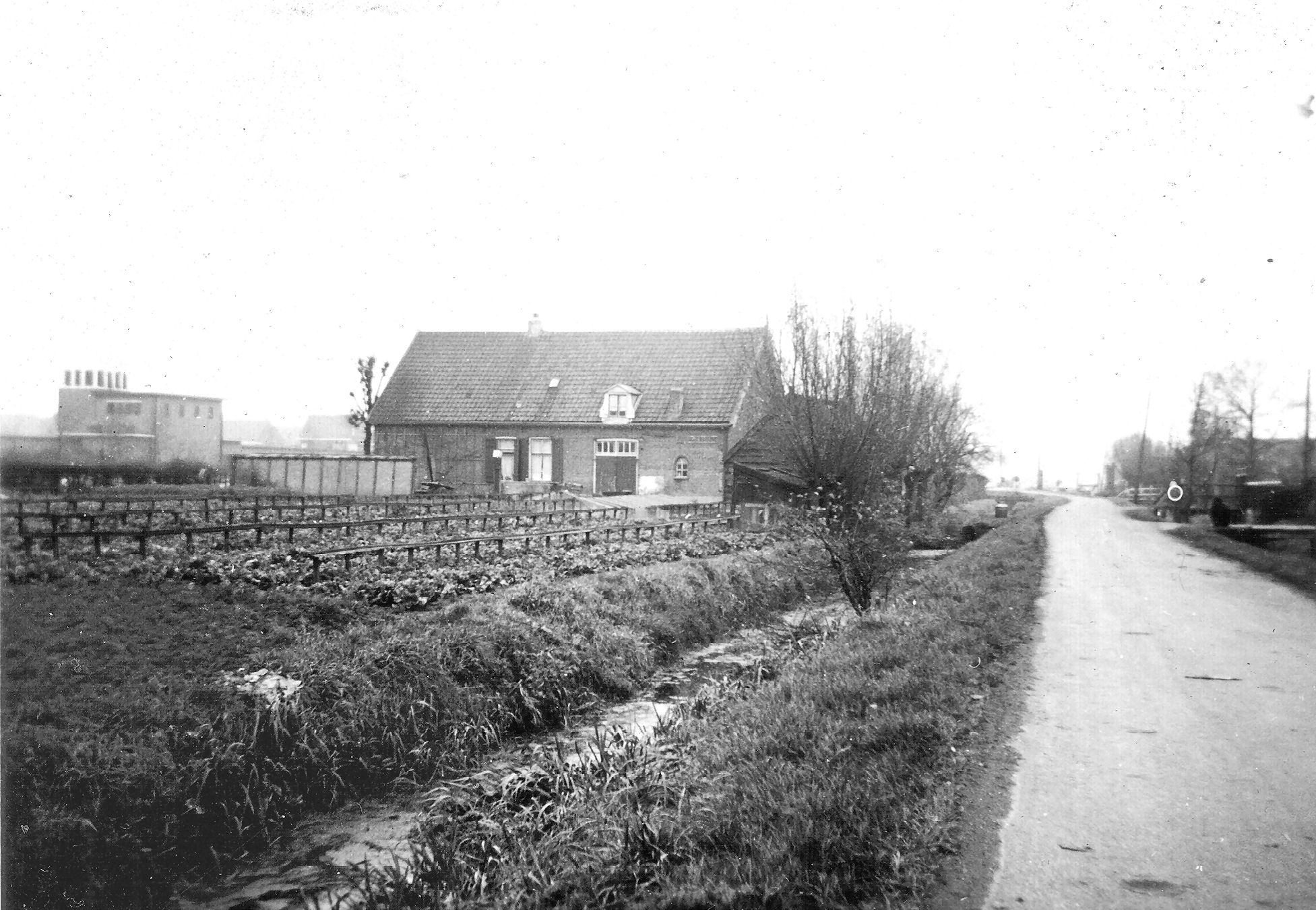
Tuinderij op Zandpad 16 te Utrecht omstreeks 1957
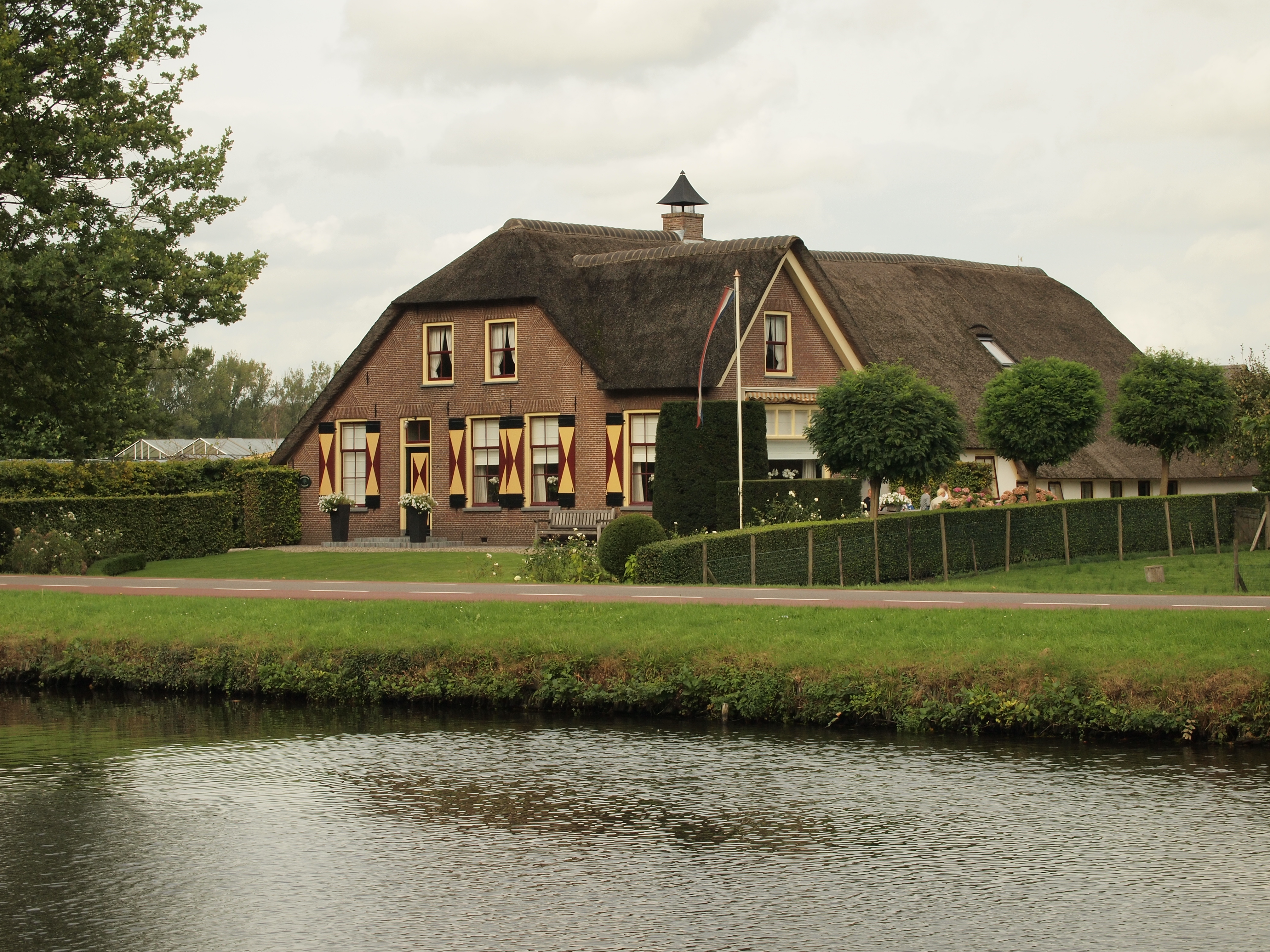
Monumentale boerderij Zandpad 74 te Breukelen
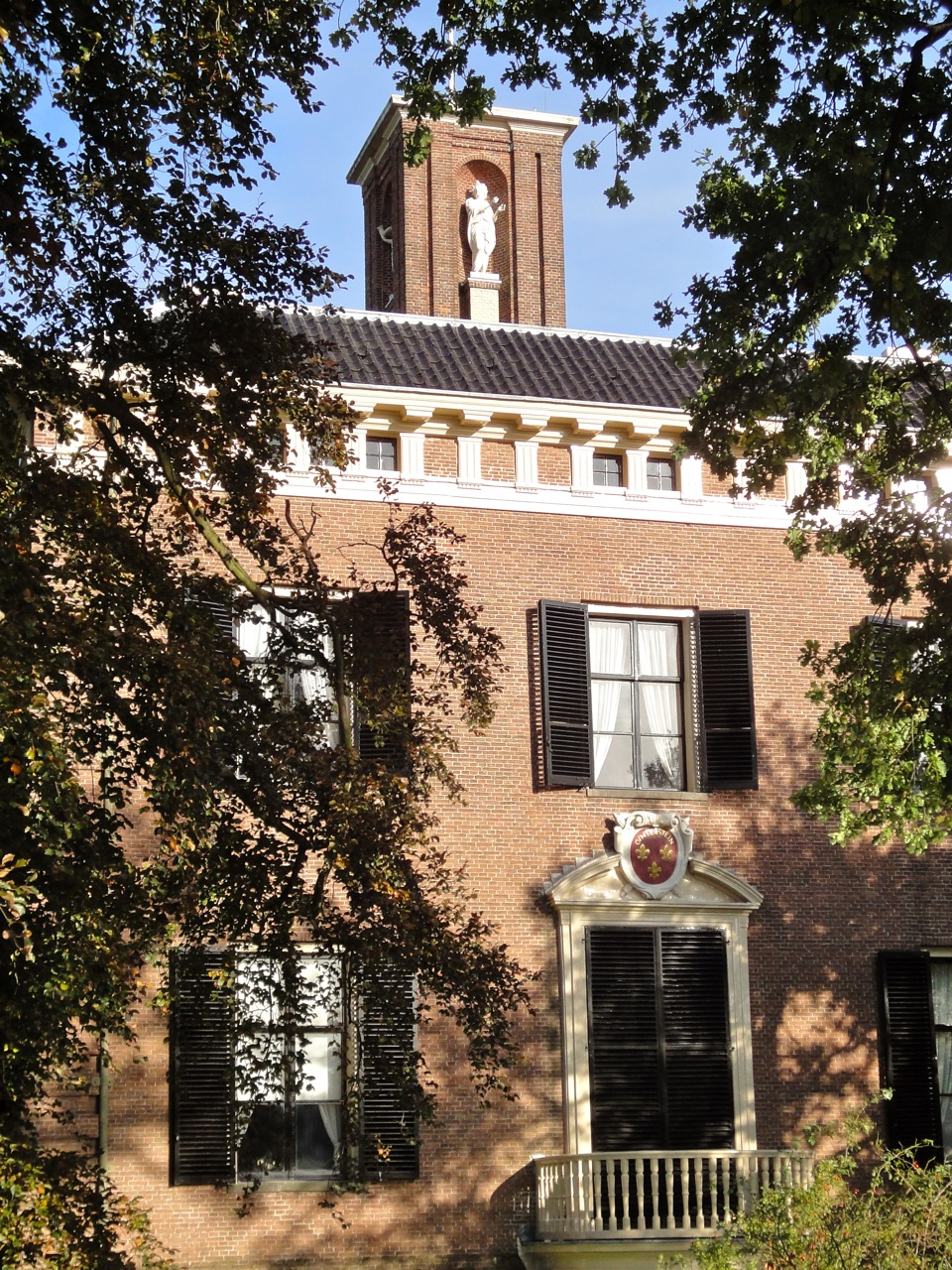
Kasteel Gunterstein, Zandpad 48 te Breukelen
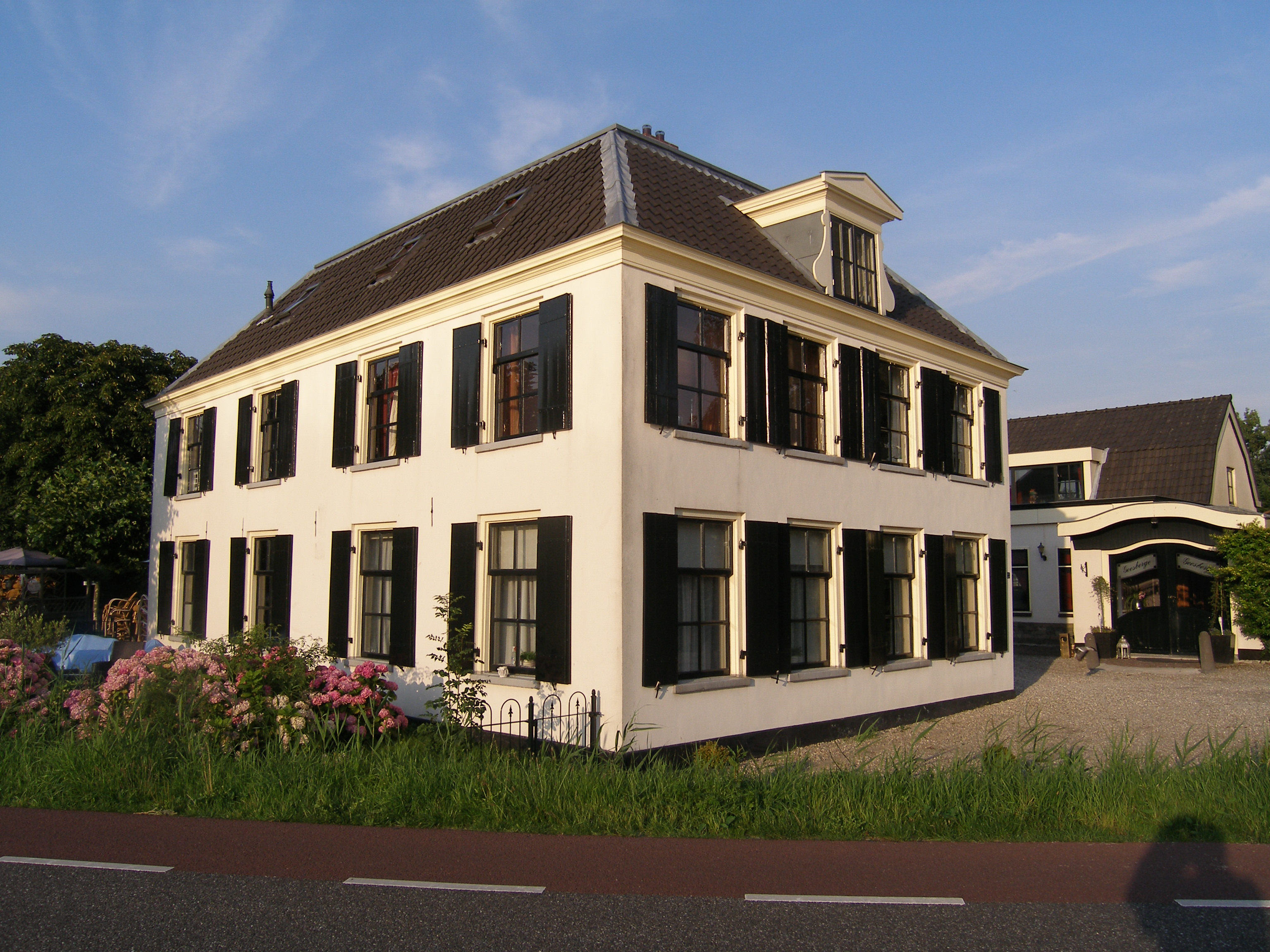
Geesbergen te Maarssen
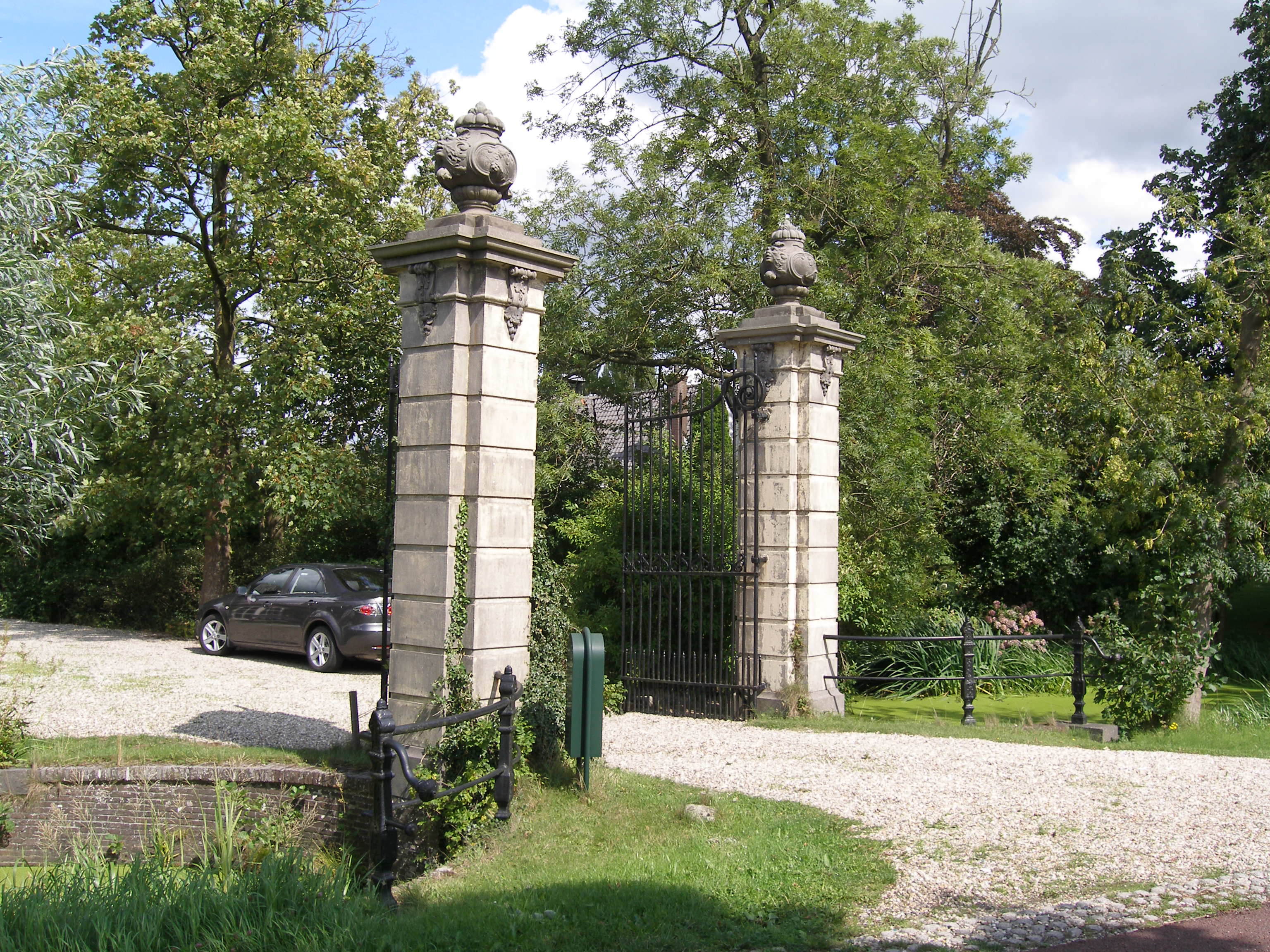
Entree Otterspoor, Zandpad 27a te Maarssen
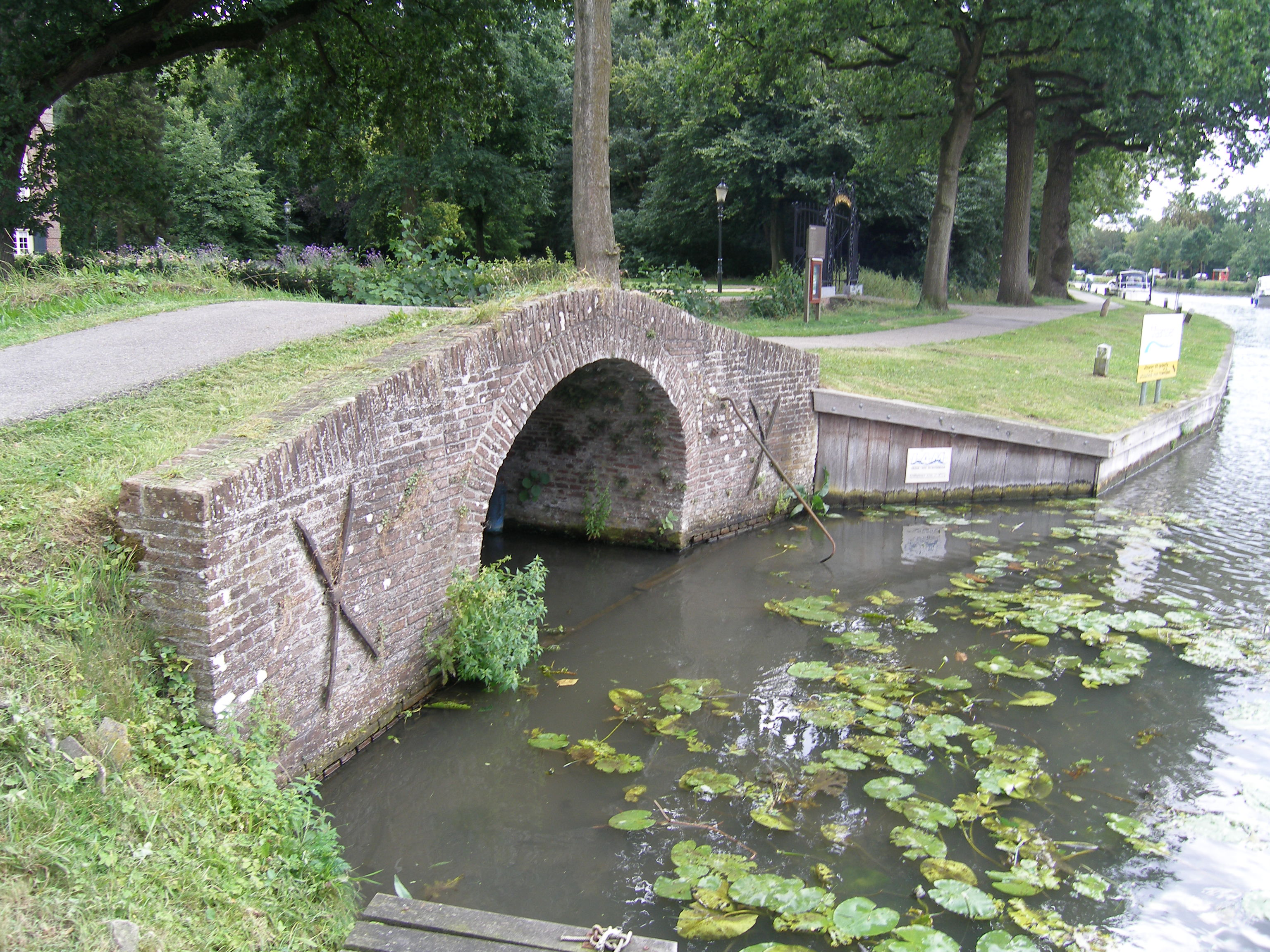
Bruggetje in het jaagpad
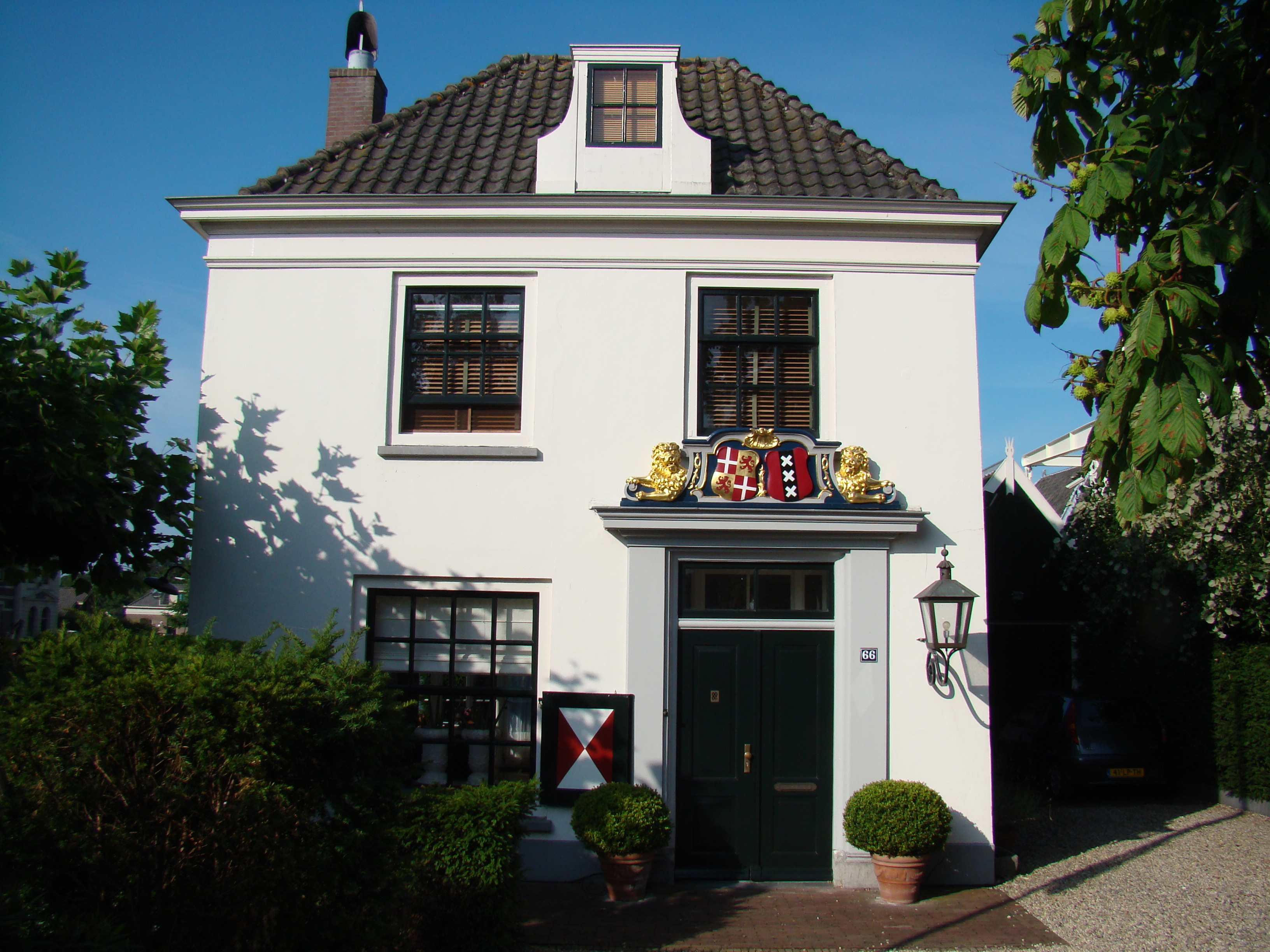
Voormalig gemeenlandshuis van het Zandpad, Rijksstraatweg 66 te Nieuwersluis